# Guerre del sale (1680-1699)
Le guerre del sale o guerra del sale furono una serie di insurrezioni popolari che ebbero luogo in Piemonte e in particolare nei territori delle valli Monregalesi tra il 1680 e il 1699 contro il Ducato di Savoia.

## Antefatti
Nel 1396 il comune di Mondovì, che comprendeva tutti territori delle valli Monregalesi, passò per diritti di successione sotto il dominio dei Duchi di Savoia.
Nei patti di questa annessione era previsto il mantenimento dell'autonomia locale del territorio; questa includeva anche l'esenzione della tassa sul sale.
Verso la fine del XVII secolo il duca Vittorio Amedeo II, con l'obiettivo di creare uno stato più centralizzato ed integrare maggiormente le varie comunità su cui governava, venne meno ai patti e cancellò i privilegi di cui avevano goduto le valli Monregalesi fino a quel momento; estese dunque anche al territorio Monregalese la tassa sul sale.
Ciò provocò un'immediata sollevazione popolare nel momento in cui la riscossione della tassa venne messa in atto.

## Svolgimento dei fatti
Nel 1680 i nobili Ferrero si misero a capo delle insurrezioni, che rapidamente raggiunsero una dimensione tale da costringere il duca a ricevere una delegazione e stipulare un trattato di rappacificazione.
Si trattò però solo di una tregua: l'esercito sabaudo tornò e impose l'assolutismo sabaudo.
Ma se la rivolta venne sedata a Mondovì nel 1682, questa rinacque nei villaggi e nelle città vicine; la repressione dell'esercito e la resistenza delle valli furono entrambe molto forti e causarono molte vittime nei due schieramenti. Nel 1699, al termine dei combattimenti, alcuni paesi, (Monastero Vasco e Montaldo di Mondovì, in particolare) vennero praticamente distrutti dalle truppe sabaude, guidate dal generale Des Hayes. In seguito molte famiglie di questi luoghi vennero deportate nella baraggia vercellese.
Nel 1698, nell'ambito della riforma dello Stato sabaudo, l'autonomia delle valli monregalesi venne definitivamente distrutta: al posto dell'unica entità autonoma, erede del comune storico e ora provincia del ducato, vennero create diverse comunità che corrispondono grosso modo agli attuali comuni della zona.
Questa decisione provocò violente rivolte, che terminarono nel 1699 con altri spargimenti di sangue (a Pra di Roburent esiste tuttora il toponimo "Rocca dei morti" a ricordo dei fatti) e con deportazioni di parte della popolazione nel vercellese.

## Conseguenze
Le valli Monregalesi persero definitivamente i privilegi di cui godevano; l'autonomia locale venne smembrata e le nuove comunità divennero parte integrante dello stato centralizzato sabaudo.

## Rievocazioni
Le guerre del sale nel monregalese sono state oggetto di una rievocazione spettacolare organizzata dall'Accademia Aleramica di Alba, rappresentata alla fine di aprile del 2008 in varie piazze: Savona, Vicoforte, Montaldo di Mondovì, Mombasiglio e Torre Mondovì. Nel 2015 c'è stata un'altra rievocazione a Torre Mondovì Lo spettacolo, intitolato La Guerra del Sale, un massacro dimenticato, è stato messo in scena dal Laboratorio Danza e Teatro di Torino sotto la direzione artistica di Anita Cedroni, che per la documentazione storica si è servita di uno studio inedito di Andrea Maia: La Guerra del Sale, una tragedia dimenticata, oltre al classico di Carlo Botta, Storia d'Italia continuata da quella del Guicciardini fino al 1789, Capolago, Tipografia Elvetica, 1832, Libro vigesimonono.